# Tatort: Tödliche Vergangenheit
Tödliche Vergangenheit ist eine Folge der ARD-Krimireihe Tatort. Die vom Sender Freies Berlin (SFB) produzierte Episode wurde erstmals am 20. Mai 1991 in der ARD ausgestrahlt. Es handelt sich um den ersten Fall mit Kriminalhauptkommissar Franz Markowitz, der, obwohl wegen Befangenheit vom Dienst beurlaubt, den Mord an seiner eigenen Tochter aufklärt. Markowitz hat den Assistenten Kriminalkommissar Jahnke, gespielt von Hans Nitschke, von seinem Vorgänger Bülow übernommen, allerdings heißt er jetzt Pohl.

## Handlung
Die Flugbegleiterin Lilo kommt in ihrer Heimatstadt Berlin an und kehrt in der Kneipe ihrer Mutter Eva-Maria ein. Sie begrüßt dort herzlich ihren Ex-Freund Harry Breitzke. Dessen Freundin Karla reagiert eifersüchtig und warnt Lilo, die Finger von Harry zu lassen, was diese jedoch lachend abtut und im Verlauf des Abends vor Karlas Augen umschlungen mit Harry tanzt. Als Karla Lilo daraufhin körperlich attackiert, wirft Eva-Maria Karla hinaus. In der Nacht erhält Lilo einen ominösen Anruf und verlässt noch einmal das Haus. Harry kehrt unterdessen in die Kneipe zurück. Am nächsten Morgen wird Kriminalhauptkommissar Franz Markowitz zum Fundort einer Leiche gerufen, Lilo wurde ermordet aufgefunden. Markowitz ist geschockt, denn Lilo ist seine Tochter. Markowitz wird offiziell wegen seiner persönlichen Betroffenheit vom Fall abgezogen. Seine Assistenten Gerber und Pohl informieren Markowitz trotzdem noch darüber, dass Lilo nicht am Fundort getötet wurde, sie wurde vom Tatort dorthin verbracht, der Täter muss gewusst haben, dass sie in der Nähe wohnte und wollte offensichtlich Spuren verwischen. Markowitz hatte sich kurz vor dem Mauerbau von seiner Frau im Ostteil der Stadt getrennt, er ging nach West-Berlin, während Eva-Maria mit der gemeinsamen Tochter Lilo im Osten blieb. Lilo war allerdings vor zehn Jahren durch die Spree nach West-Berlin geflohen, seither hatte Markowitz wieder Kontakt zu ihr.
Markowitz sucht seine Ex-Frau in deren Kneipe auf und überbringt ihr die schlechte Nachricht. Dabei lernt er auch den Angestellten Harry kennen. Gerber erinnert Markowitz daran, dass er beurlaubt ist, doch Markowitz vernimmt seine Ex-Frau und Harry. Eva und Harry können Markowitz keine Angaben machen, Eva macht Markowitz Vorwürfe, weil Lilo seinetwegen in den Westen geflohen sei. Zudem habe er sie mit dem Kind sitzen gelassen, als er in den Westen gegangen war. Harry warnt unterdessen seine Freundin Karla, dass sie wegen der Rangelei mit Lilo von der Polizei befragt werden würde, Karla reagiert nervös. Unbeeindruckt von seiner Beurlaubung sucht Markowitz seinen alten Bekannten Brialzik auf, der für Lilo eine Art Ziehvater war. Er arbeitet bei Eva und war dort auch am Vorabend. Von ihm erfährt Markowitz, dass Harry damals gemeinsam mit Lilo flüchten wollte, Harry wurde allerdings festgenommen und saß jahrelang wegen „Republikflucht“. Trotzdem setzten sie jahrelang ihre Beziehung über die Mauer hinweg fort, nach dem Mauerfall hatte Lilo allerdings Schluss gemacht, sie hatten weiterhin eine Affäre gehabt. Während Harry sich ins Ausland absetzen möchte, wundert sich Markowitz, dass Harry als „Republikflüchtling“ die Möglichkeit hatte, nach Budapest zu reisen und dort Lilo zu treffen. Harry gibt seinen Plan zur Flucht auf, unterdessen befragt Markowitz Karla, diese sagt aus, dass sie die gesamte Nacht mit Harry zusammen war. Harry sucht Eva auf und gesteht ihr, dass er mit der Stasi zusammengearbeitet hat, um Lilo wiedersehen zu können. Nur so durfte er sie in Budapest treffen, als sie als Flugbegleiterin dorthin kam. Er versichert Eva, dass er nicht wisse, wer Lilo umgebracht habe.
In Evas Kneipe, die Markowitz an diesem Abend wieder aufsucht, erfährt er von einer blinden Frau aus der Nachbarschaft, dass sie in der Mordnacht das Piepen einer Uhr gehört hat, das wie das Piepen von Brialziks Uhr klingt. In der Nacht sucht Eva, die Brialziks Stasi-Akte gefunden hat, Markowitz auf. Sie entwendet ihm heimlich seine Dienstwaffe und erzählt ihm, dass Lilo und Harry für die Stasi gearbeitet hatten. Brialzik ruft Harry mitten in der Nacht an und dringt auf ein Treffen. Unterdessen bemerkt Markowitz nach Evas Weggang den Verlust seiner Waffe. Eva hat ihm eine Notiz hinterlassen, nach der Harry der Täter sein soll, Markowitz bemerkt allerdings die Finte anhand des von Eva hinterlassen Ohrrings von Lilo, den er zuvor auch bereits in Brialziks Wagen gefunden hatte und schließt daraus, dass Eva Brialzik wegen des Mordes an Lilo töten will. Eva sucht Brialziks in ihrer Kneipe auf, sie weiß nun, dass Brialzik für die Stasi gearbeitet hat, Lilos und Harrys Flucht verraten und sie anschließend gezwungen hat, ihrerseits für die Stasi zu arbeiten, um sich wiedersehen zu können. Markowitz eilt mit Gerber zu Evas Kneipe, während Brialzik Eva ohne Reue alles gesteht. Er beteuert allerdings, dass er Lilo nicht umbringen wollte. Sie sei unglücklich gestürzt bei ihrem nächtlichen Treffen. In diesem Moment betreten Harry und Karla die Kneipe, Brialzik nutzt den Moment, um Eva die Waffe abzunehmen. Als Markowitz eintrifft, flieht Brialzik in den Keller und erschießt sich.

## Hintergrund
Die Folge wurde im Dezember 1990 in Berlin gedreht. Es war der erste Tatort aus Berlin nach Mauerfall und Wiedervereinigung.

## Kritik
Die Kritiker der Fernsehzeitschrift TV Spielfilm beurteilen diesen Tatort positiv und kommentieren: „Spannende Milieustudie statt Ballerei“.